# Кревская уния

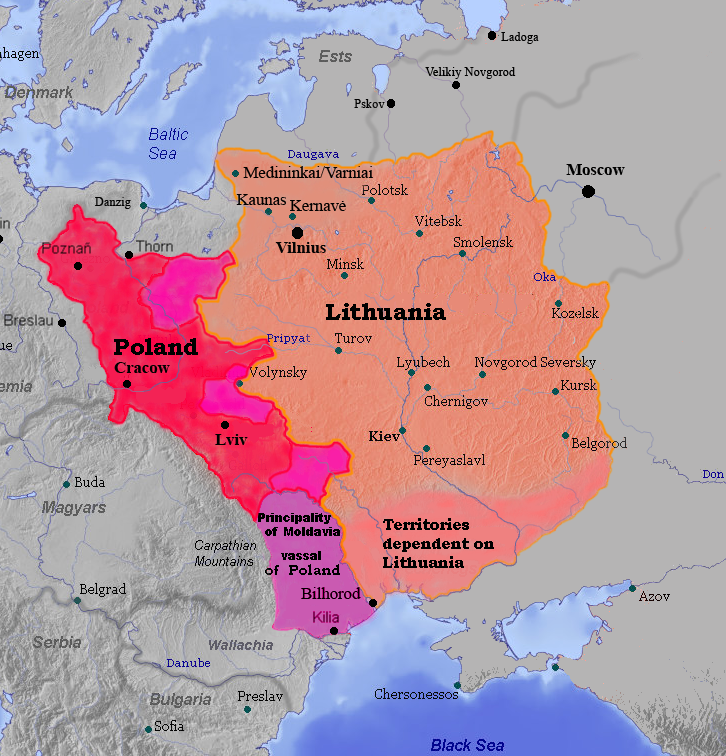
Великое княжество Литовское и Польша в 1387 году

Кре́вская у́ния 1385 — личная уния между Великим княжеством Литовским и Польшей, по которому литовский великий князь Ягайло, вступивший в брак с польской королевой Ядвигой, провозглашался польским королём.

## Предыстория
С 1340 года королевство Польша и Великое княжество Литовское воевали за галицко-волынское наследство. После смерти Ольгерда в 1377 году в Великом княжестве Литовском началась борьба за власть. Великим князем стал Ягайло Ольгердович, его братья Андрей Полоцкий и Дмитрий Стародубский и Трубчевский перешли на службу к Дмитрию Ивановичу Московскому, став его наместниками соответственно во Пскове и Переславле-Залесском, и участвовали в Куликовской битве в 1380 году на стороне Москвы. В октябре 1381 года Ягайло был свергнут с престола своим дядей Кейстутом. В мае-июне 1382 года против Кейстута произошло выступление Дмитрия-Корибута Ольгердовича, и уже в июле Ягайлу удалось вернуть власть при военной помощи Тевтонского ордена. Кейстут был заключён в Кревский замок, где был задушен 15 августа 1382 года (24 августа главные силы Тохтамыша осадили Москву).
В 1384 году Ягайло, Скиргайло и Дмитрий-Корибут заключили с Дмитрием Московским и его двоюродным братом Владимиром Серпуховским московско-литовский договор, предусматривавший, в том числе, брак Ягайла с дочерью Дмитрия Донского при условии подчинения великого князя литовского верховной власти великого князя московского и признания православия государственной религией Великого княжества Литовского. Однако договор так и не был реализован. Соседние державы приложили усилия по недопущению московско-литовского сотрудничества. Золотая Орда в том же году наложила на всё владимирское великое княжение чрезвычайно высокую дань, а также санкционировала поход Олега Рязанского на московские владения. Дмитрий Донской был вынужден подчиниться требованиям Орды и даже отдать своего сына в заложники, что ударило по его авторитету. Тевтонские рыцари, вероятно, поспособствовали примирению Ягайла с Витовтом, борьба которых служила важной мотивацией для союза Ягайла с Дмитрием Донским. В 1384 году Ягайло заключил с Тевтонским орденом договор в Дубиссах, в котором обязался передать Ордену Жмудь и принять в течение 4 лет католичество.
В январе 1385 между литовским посольством, венгерской королевой Елизаветой и польскими феодалами начались переговоры. Предполагался брак Ягайло с дочерью Елизаветы, 13-летней польской королевой Ядвигой. Для Ягайло перспективы занятия польского трона были предпочтительней условий договора с Дмитрием Донским, по которому он мог претендовать лишь на второе место в русских землях. Ягайло обещал присоединить к Польше литовские земли и креститься. В итоге в августе был заключён Кревский договор, и уже в феврале 1386 года переговоры завершились свадьбой Ягайло и Ядвиги и коронацией его как польского монарха.

## Содержание

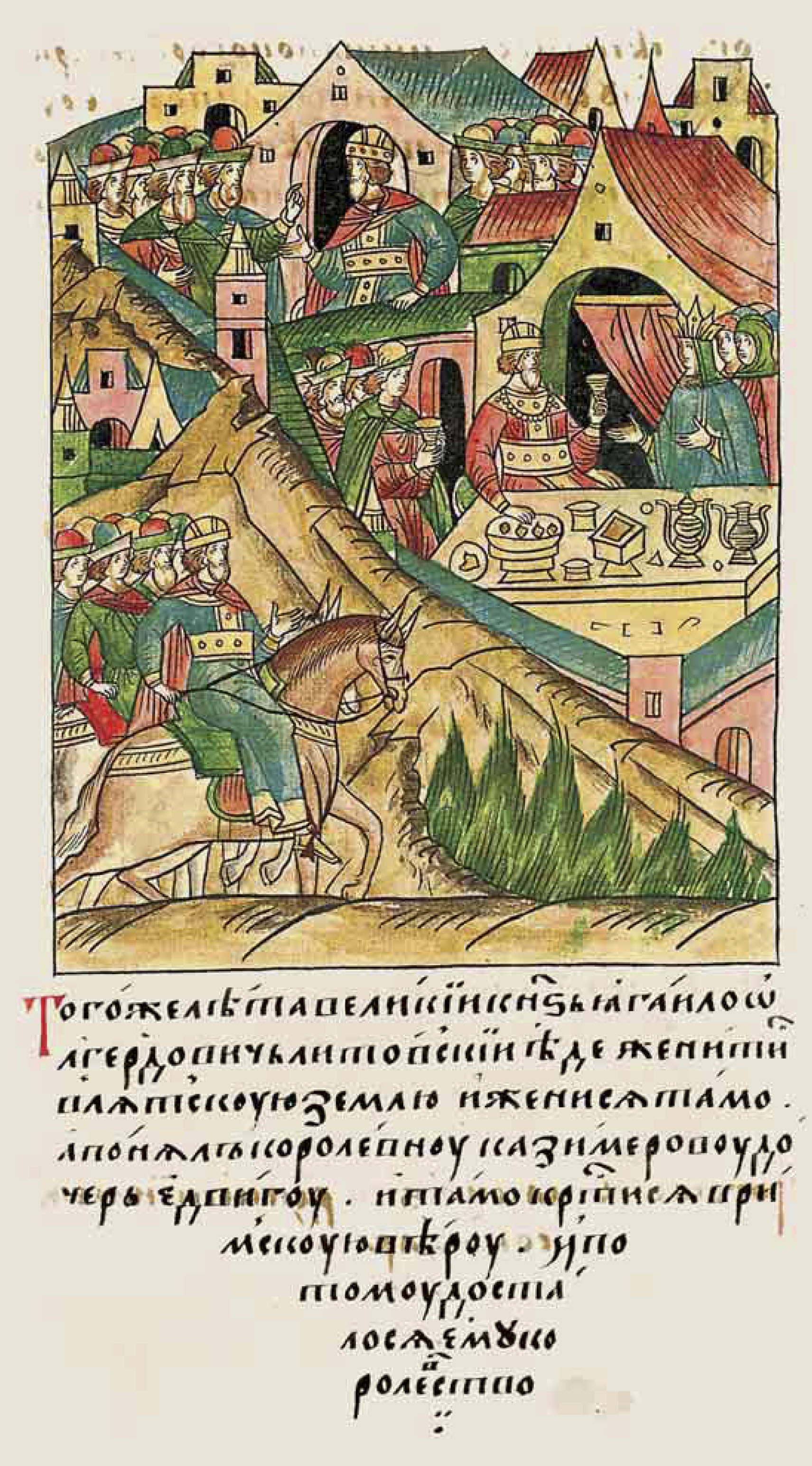
Лицевой летописный свод: Свадьба Ягайло и Ядвиги

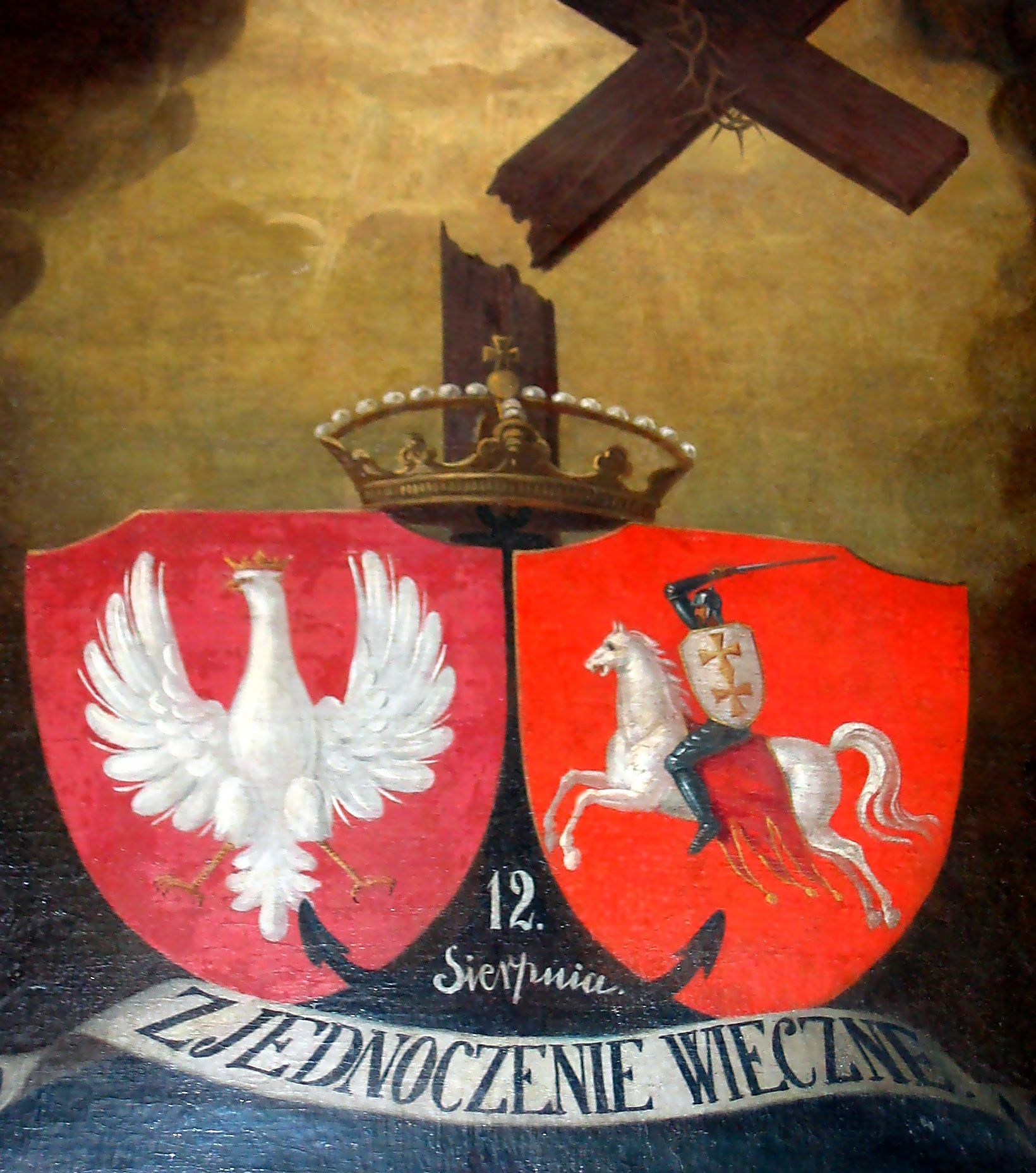
Плакат в память о Кревской Унии

Кревская уния была подписана 14 августа 1385 года в замке Крево (территория Сморгонского района современной Беларуси).
Вследствие этого Ягайло взял на себя ряд обязательств: присоединить к Польше подвластные ему литовские и русские земли; перейти в католицизм и обратить к нему всех своих братьев, бояр, народ; присоединить к Польскому Королевству все земли, которые были у него отторгнуты; вернуть свободу всем польским христианам, куда-либо переселённым по праву войны; выплатить бывшему жениху Ядвиги (Вильгельм (герцог Австрии)) 200 тыс. в качестве компенсации за нарушение брачного соглашения.
Войска, законодательство и судебная система, а также казна (включая денежную эмиссию) оставались раздельными, сохранялась и граница между государствами с взиманием таможенных сборов.

## Последствия

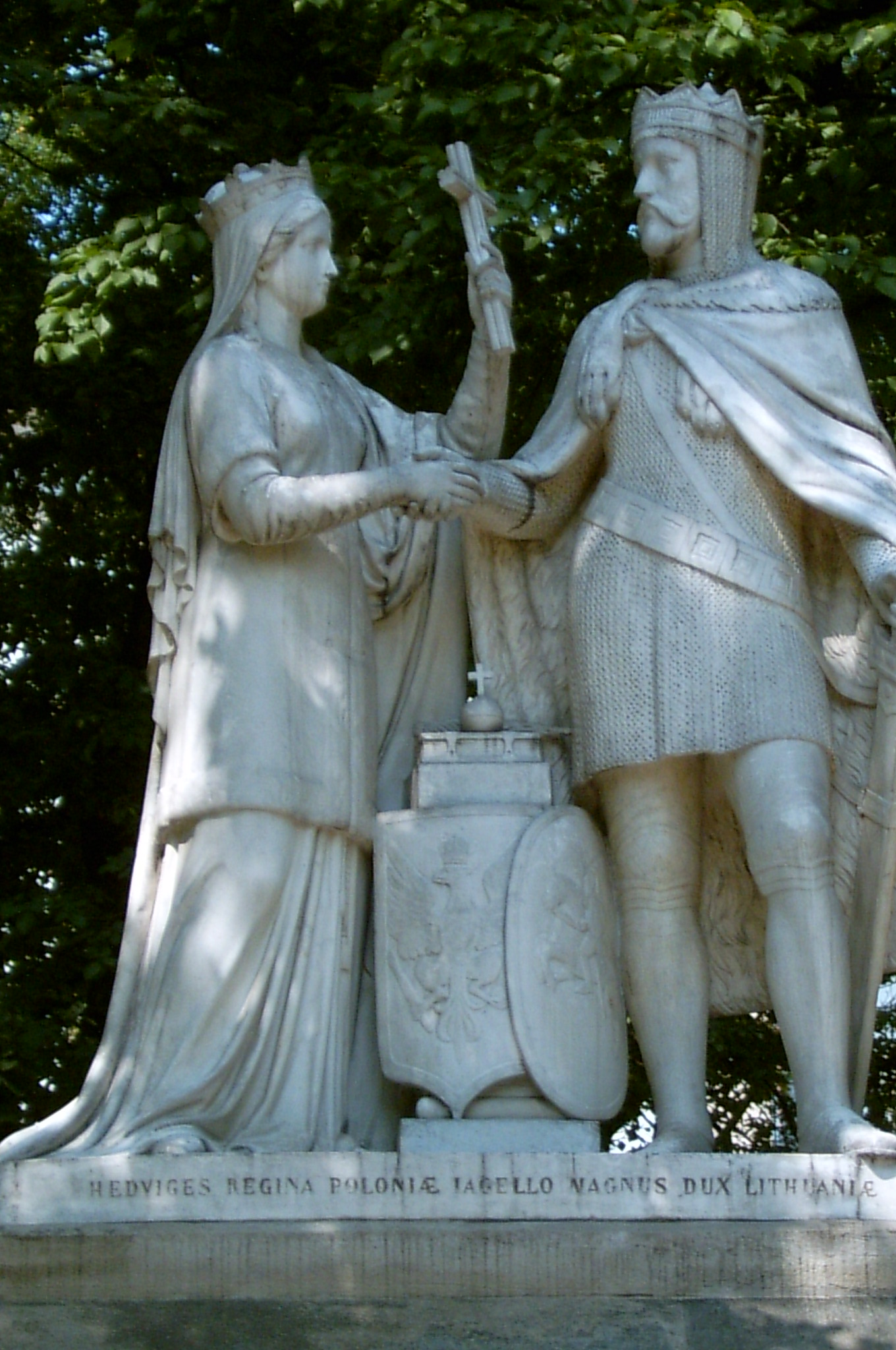
Ягайло и Ядвига, памятник к 500-летию Кревской унии. Краков, скульптор Томаш Оскар Сосновский, 1886 год.

Крестоносцы не признали крещения Литвы, тевтонская пропаганда объявила его показным и недействительным. Однако окатоличивание Великого княжества Литовского началось.
Подписание Кревской унии, хотя и вызвало волну недовольства православной части литовско-русской знати, стало этапом к прекращению борьбы между двумя государствами за юго-западные русские земли (последний этап войны за галицко-волынское наследство происходил в форме подавления совместными польско-литовскими усилиями самостоятельности князя Фёдора Любартовича) и способствовало расширению их границ до побережья Чёрного моря.
Условия Кревской унии (в 1401 году их уточнила Виленско-Радомская уния) действовали на протяжении 184 лет, вплоть до 1569 года, когда Великое Княжество Литовское и Королевство Польское подписали Люблинскую унию, объединившую оба государства в конфедеративную ограниченную выборную монархию. Также одним из последствий Кревской унии было получение католическими феодалами дополнительных прав и вольностей.